# Mia Helene Højgaard
Mia Helene Højgaard (født 22. juni 1997) er en dansk film- og teaterskuespiller. Hun gik på Det Kongelige Teaters Balletskole i Odense indtil 9. klasse og fravalgte herefter danserkarrieren for at satse på skuespillet, da hun fik en birolle i filmen Kapgang (2014), instrueret af Niels Arden Oplev. Mia Helene Højgaard var med i TV2's succesfulde tv-serie Badehotellet (2013-2021), hvor hun spillede stuepigen Fies rebelske lillesøster, Ane. Aktuelt spiller Mia Helene Højgaard med i en anden succesfuld TV2 tv-serie “Sommerdahl” (2021-), hvor hun spiller Dan Sommerdahls datter, Laura.

## Karriere

### Teater
- 2006, Odense Teater - Et juleeventyr[1]
- 2007, Odense Teater - Drengene i skyggen[2]
- 2007-2008, Odense Teater - Ordet - Lillepigen[3]
- 2010, Odense Teater - Peters Jul - danser

## Filmografi

### Film
| År   | Titel   | Rolle | Noter |
| ---- | ------- | ----- | ----- |
| 2014 | Kapgang | Lina  |       |

### Tv-serier
| År     | Titel        | Rolle            | Noter |
| ------ | ------------ | ---------------- | ----- |
| 2013 - | Badehotellet | Ane Kjær         |       |
| 2022 - | Sommerdahl   | Laura Sommerdahl |       |